# Srednji Dolič
Srednji Dolič je naselje v Občini Mislinja.